# محمد التاودي بن سودة
كانَ مُحَمَّد بْنُ الطَّالب التَّاوْدِي بن سُودَة (1700-1795) مِنْ أكثرِ العُلماء نفوذًا في القرن الثامن عشر في المغرب، سياسيًّا وفكريًّا. وَقد وَصَفَهُ المؤرخ المصري الجبرتي بأنَّهُ «هِلالُ المغرب». ذهب في الحج في 1767-1768 ودرسَ في المدينة المنورة مع محمد بن عبد الكريم السمان (1718-1775)، مُؤسس فرع السمانية من الخلوتية وفي القاهرة مع العالم الهندي محمد مرتضى الزبيدي (د 1791). في القاهرة دَرَّسَ موطأ مالك بن أنس في الأزهر. عيَّن السلطان ابن سُودة عام 1788 لإصلاح المناهج في جامعة القرويين بمدينة فاس، حيث نُصِبَ على أنَّه مفتي وشيخ الجامعة. ابنُ سودة معروفٌ أيضًا بأنَّه مؤلف تعليق على صحيح البخاري ومُعلمًا لأحمد بن إدريس.